# ویت (ایلینوی)
ویت، ایلینوی (به انگلیسی: Witt, Illinois) یک شهر در ایالات متحده آمریکا با جمعیت ۹۹۱ نفر است که در ایلی‌نوی واقع شده‌است.

## موقعیت جغرافیایی
موقعیت جغرافیایی شهرها و مناطق اطراف به شرح زیر است: